# Churintzio (kommun)
Churintzio är en kommun i Mexiko.   Den ligger i delstaten Michoacán de Ocampo, i den centrala delen av landet, 300 km väster om huvudstaden Mexico City.
Följande samhällen finns i Churintzio:
- Churintzio
- San Vicente
- El Sabino